# Bordenpark
Het Bordenpark was een kunstproject van de kunstenaars Eva Krause en Sabi van Hemert op 4 september 2004 in de Gouvernestraat en Nieuwe Binnenweg in de Nederlandse stad Rotterdam.

## Achtergrond
Nederland bevat zeer veel verkeersborden die nauwelijks opgemerkt worden. Door toevoeging van onzinnige verkeersborden aan het bestaande bordenpark, wordt de betekenis van de vele bestaande regels op straat gerelativeerd en tot in het absurde doorgedreven, en worden argeloze voorbijgangers wakker geschud.

## Tentoonstelling
De tentoonstelling van dertien verkeersborden stelt op ludieke wijze dagelijkse gebeurtenissen in de multiculturele binnenstad aan de kaak. Elk verkeersbord thematiseert door middel van een pictogram een dagelijks voorkomende situatie door middel van een verbodsbord, gebodsbord, waarschuwingsbord of aanwijzingsbord, en kan ten dele worden gezien als een verlengstuk van het politieke debat over normen en waarden.

## Trivia
Tijdens het plaatsen van de borden werden de kunstenaars door de bewakingscamera's gezien, en de politie kwam prompt opdagen. Hoewel de benodigde vergunningen aan het Centrum Beeldende Kunst waren verleend, waren de agenten daarvan aanvankelijk maar moeilijk te overtuigen. In de nacht na het plaatsen van de borden werd een deel ervan door onbekenden gestolen. De kunstenaars verwijderden de resterende borden de volgende dag, om verdere diefstal te voorkomen.

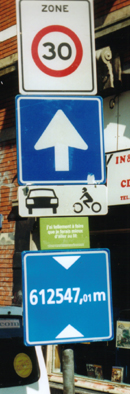
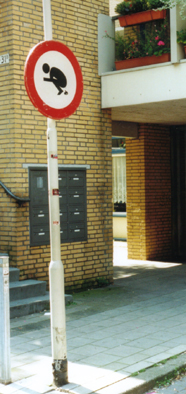
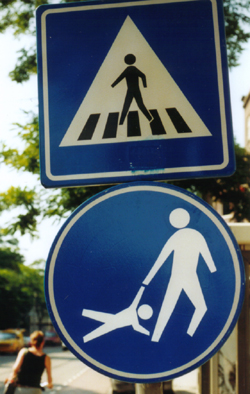
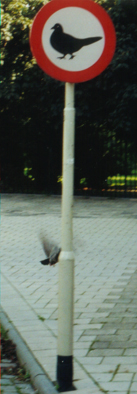
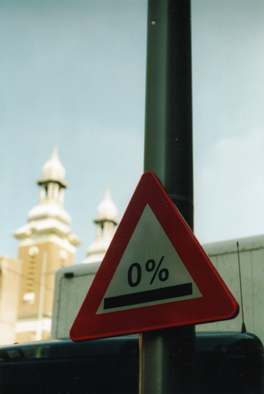
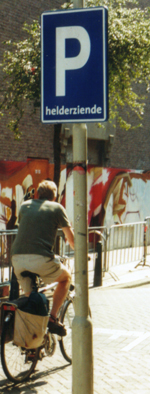
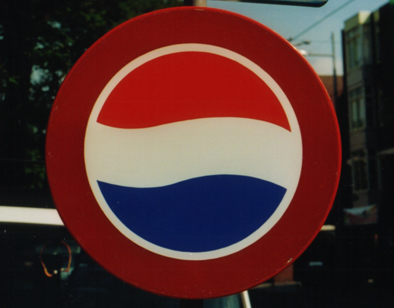
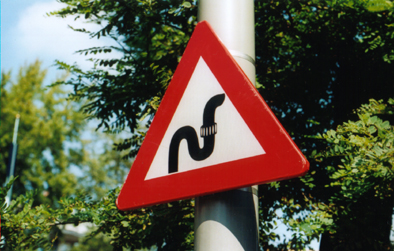
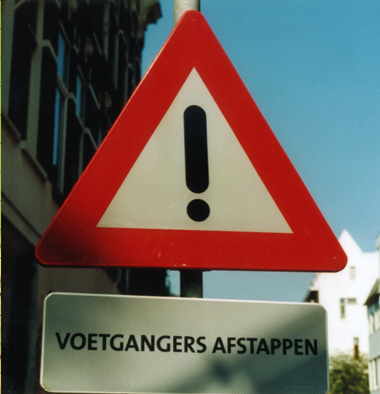
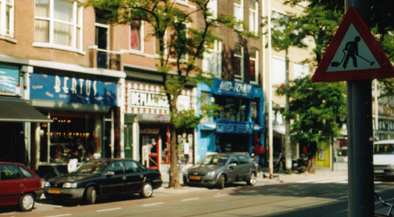
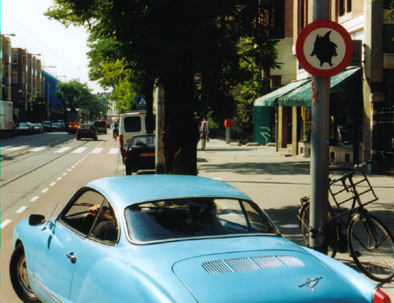
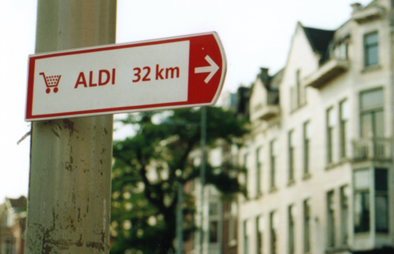